# Kehlstein
Kehlstein – góra o liczącym około 600 metrów długości grzbiecie, wysokości bezwzględnej 1834 m n.p.m., znajdująca się w Alpach Berchtesgadeńskich w okolicy Berchtesgaden, w Niemczech w pobliżu granicy z Austrią, 20 km na południe od miasta Salzburg.
Na zachodnim krańcu grzbietu wybudowana została w latach 1938–1939 herbaciarnia Hitlera. Od Berghofu prowadzi do niej niezwykle malownicza Kehlsteinstraße.